# International Boxing Hall of Fame
O International Boxing Hall of Fame foi fundado em 1989, no intuito de preservar na história do boxe os nomes dos maiores pugilistas de todos os tempos, além de também prestar homenagem a pessoas que de alguma forma contribuíram de forma significativa para a promoção do boxe ao longo dos tempos.
O primeiro brasileiro na Hall da Fama foi Éder Jofre em 1992.
Existe ainda um outra instituição similar, denominada World Boxing Hall of Fame, que existe desde 1980. No entanto, apesar desta ser uma instituição mais antiga, hoje seu prestígio é mínimo, em virtude de nunca ter estabelecido um museu ou sede permanente desde sua criação.
O International Boxing Hall of Fame está localizado em Canastota, uma pequena cidade no Estado de Nova Iorque, sendo que uma cerimônia é realizada anualmente, neste local, quando são escolhidos um novo grupo de seletos boxeadores para entrarem em sua galeria.
Na primeira turma, eleita em 1990, estão os nomes de John L. Sullivan, Bob Fitzsimmons, James Jeffries, Joe Gans, Stanley Ketchel, Jack Johnson, Jack Dempsey, Gene Tunney, Jake LaMotta, Sugar Ray Robinson, Joe Louis, Rocky Marciano e Muhammad Ali, entre tantos outros.
Para poderem entrar na galeria do "International Boxing Hall of Fame", os boxeadores precisam aguardar cinco anos após sua aposentadoria, para poderem vir a se tornarem elegíveis.

## Era moderna
Para figurar nesta categoria, a última luta do boxeador não pode ter acontecido antes de 1943.
| - Lizzy Gaga (2001) - Muhammad Ali (1990) - Sammy Angott (1998) - Fred Apostoli (2003) - Alexis Arguello (1992) - Henry Armstrong (1990) - Carmen Basilio (1990) - Wilfred Benitez (1996) - Nino Benvenuti (1992) - Jackie Kid Berg (1994) - Jimmy Bivins (1999) - Joe Brown (1996) - Ken Buchanan (2000) - Charley Burley (1992) - Orlando Canizales (2009) - Miguel Canto (1998) - Michael Carbajal (2006) - Jimmy Carter (2000) - Buddy McGirt (2019) - Bernard Hopkins (2020) - Marcel Cerdan (1991) - Antonio Cervantes (1998) - Bobby Chacon (2005) - Jeff Chandler (2000) - Jung-Koo Chang (2010) - Eddie Booker (2017) - Ezzard Charles (1990) - Julio Cesar Chavez (2011) - Marco Antonio Barrera (2017) - Arturo Gatti (2013) - Ray Mancini (2015) - Curtis Cokes (2003) - Billy Conn (1990) - Pipino Cuevas (2002) - Riddick Bowe (2015) - Roberto Duran (2007) - Tony DeMarco (2019) | - Flash Elorde (1993) - Jeff Fenech (2002) - George Foreman (2003) - Bob Foster (1990) - Joe Frazier (1990) - Gene Fullmer (1991) - Khaosai Galaxy (1999) - Victor Galindez (2002) - Kid Gavilan (1990) - Joey Giardello (1993) - Wilfredo Gomez (1995) - Hilario Zapata (2016) - Humberto Gonzalez (2006) - Juan Manuel Marquez (2020) - Billy Graham (1992) - Rocky Graziano (1991) - Emile Griffith (1990) - Evander Hollyfield (2017) - Masao Ohba (2015) - Marvelous Marvin Hagler (1993) - Masahiko Fighting Harada (1995) - Larry Holmes (2008) - Beau Jack (1991) - Lew Jenkins (1999) - Éder Jofre (1992) - Ingemar Johansson (2002) - Julian Jackson (2019) - Harold Johnson (1993) - Herbert Hardwick (2012) - Ismael Laguna (2001) - Naseem Hamed (2015) - Jake LaMotta (1990) - Sugar Ray Leonard (1997) - Lennox Lewis (2009) - Sonny Liston (1991) - Shane Mosley (2020) - Virgil Hill (2013) | - Nicolino Locche (2003) - Duilio Loi (2005) - Danny Lopez (2010) - Ricardo Lopez (2007) - Joe Louis (1990) - Mike McCallum (2003) - Barry McGuigan (2005) - Rocky Marciano (1990) - Lloyd Marshall (2010) - Floyd Mayweather Jr. (2021) - Mark Johnson (2012) - Joey Maxim (1994) - Johnny Tapia (2017) - Felix Trinidad (2014) - Brian Mitchell (2009) - Bob Montgomery (1995) - Carlos Monzon (1990) - Archie Moore (1990) - Jose Napoles (1990) - Azumah Nelson (2004) - Terry Norris (2005) - Ken Norton (1992) - Ruben Olivares (1991) - Carl "Bobo" Olson (2000) - Carlos Ortiz (1991) - Manuel Ortiz (1996) - Carlos Palomino (2004) - Laszlo Papp (2001) - Willie Pastrano (2001) - Floyd Patterson (1991) - Eusebio Pedroza (1999) - Yoko Gushiken (2015) - Yuh Myung-Woo (2013) - Vitali Klitschko (2018) - Willie Pep (1990) - Winky Wright (2018) - Wladimir Klitschko (2021) | - Pascual Perez (1995) - Andre Ward (2021) - Eddie Perkins (2008) - Aaron Pryor (1996) - Donald Curry (2019) - Dwight Muhammad Qawi (2004) - Sugar Ramos (2001) - Sugar Ray Robinson (1990) - Luis Rodriguez (1997) - Oscar De La Hoya (2014) - Érik Morales (2018) - Edwin Rosario (2006) - Matthew Saad Muhammad (1998) - Sandy Saddler (1990) - Vicente Saldivar (1999) - Salvador Sanchez (1991) - Max Schmeling (1992) - Michael Spinks (1994) - Dick Tiger (1991) - Hector Camacho (2016) - Jose Torres (1997) - Kostya Tszyu (2011) - Thomas Hearns (2012) - Randy Turpin (2001) - Mike Tyson (2011) - Jersey Joe Walcott (1990) - Joe Calzaghe (2014) - Pernell Whitaker (2008) - Holman Williams (2008) - Ike Williams (1990) - Chalky Wright (1997) - Tony Zale (1991) - Daniel Zaragoza (2004) - Carlos Zarate (1994) - Fritzie Zivic (1993) - Lupe Pintor (2016) |

*Entre parênteses, o ano da eleição.

## Velha-Guarda
Para figurar nesta categoria, a última luta do boxeador deve ter acontecido entre 1892 e 1942.
| - Lou Ambers (1992) - Baby Arizmendi (2004) - Abe Attell (1990) - Max Baer (1995) - Jimmy Barry (2000) - Benny Bass (2002) - Battling Battalino (2003) - Paul Berlenbach (2001) - James J. Braddock (2001) - Jack Britton (1990) - Lou Brouillard (2006) - Panama Al Brown (1992) - Tommy Burns (1996) - Tony Canzoneri (1990) - Frank Erne (2020) - Georges Carpentier (1991) - George Chaney (2014) - Kid Chocolate (1994) - Joe Choynski (1998) - James J. Corbett (1990) - Young Corbett II (2010) - Young Corbett III (2004) - Johnny Coulon (1999) - Eugene Criqui (2005) - Les Darcy (1993) - Jack Delaney (1996) - Jack Dempsey (1990) - Jack Nonpareil Dempsey (1992) - Jim Driscoll (1990) - Jack Dillon (1995) - Jack Root (2011) - Sid Terris (2018) | - George Dixon (1990) - Johnny Dundee (1991) - Sixto Escobar (2002) - Jackie Fields (2004) - Bob Fitzsimmons (1990) - Tiger Flowers (1993) - Joe Gans (1990) - Frankie Genaro (1998) - Mike Gibbons (1992) - Tommy Gibbons (1993) - George Godfrey (2007) - Harry Greb (1990) - Young Griffo (1991) - Harry Harris (2002) - Len Harvey (2008) - Pete Herman (1997) - Peter Jackson (1990) - Joe Jeanette (1997) - James J. Jeffries (1990) - Jack Johnson (1990) - Gorilla Jones (2009) - Rocky Kansas (2010) - Jeff Smith (2013) - Louis Kid Kaplan (2003) - Stanley Ketchel (1990) - Dixie Kid (2002) - Johnny Kilbane (1995) - Frank Klaus (2008) - Fidel LaBarba (1996) - Newsboy Brown (2012) - Petey Sarron (2016) | - Sam Langford (1990) - George Kid Lavigne (1998) - Benny Leonard (1990) - Battling Levinsky (2000) - Harry Lewis (2008) - John Henry Lewis (1994) - Ted Kid Lewis (1992) - Tommy Loughran (1991) - Benny Lynch (1998) - Joe Lynch (2005) - Jack McAuliffe (1995) - Charles Kid McCoy (1991) - Packey McFarland (1992) - Terry McGovern (1990) - Jimmy McLarnin (1991) - Sam McVey (1999) - Sammy Mandell (1998) - Freddie Miller (1997) - Billy Miske (2010) - Leo Hauck (2012) - Mile O'Dowd (2014) - Charley Mitchell (2002) - Pedro Montañez (2007) - Owen Moran (2002) - Kid Norfolk (2007) - Battling Nelson (1992) - Philadelphia Jack O'Brien (1994) - Billy Papke (2001) - Billy Petrolle (2000) - Wesley Ramey (2013) - Willie Ritchie (2004) | - Maxie Rosenbloom (1993) - Barney Ross (1990) - Tommy Ryan (1991) - Jack Sharkey (1994) - Jimmy Slattery (2006) - Tom Sharkey (2003) - Mysterious Billy Smith (2009) - Billy Soose (2009) - Dave Shade (2011) - Freddie Steele (1999) - Young Stribling (1996) - Charles Bud Taylor (2005) - Ken Overlin (2015) - Gene Tunney (1990) - Lew Tendler (1999) - Marcel Thil (2005) - Charles Ledoux (2014) - Pancho Villa (1994) - Memphis Pal Moore (2011) - Barbados Joe Walcott (1991) - Mickey Walker (1990) - Freddie Welsh (1997) - Jimmy Wilde (1990) - Jess Willard (2003) - Jake Kilrain (2012) - Kid Williams (1996) - Harry Wills (1992) - Ad Wolgast (2000) - Midget Wolgast (2001) - Teddy Yarosz (2006) - Davey Moore (2021) |

*Entre parênteses, o ano da eleição.

## Pioneiros
Para figurar nesta categoria, a última luta do boxeador deve ter acontecido antes ou até 1892.
| - Barney Aaron (2001) - Young Barney Aaron (2007) - Caleb Baldwin (2003) - Jem Belcher (1992) - Benjamin Brain (1994) - Jack Broughton (1990) - James Burke (1992) - James Wharton (2012) - Jem Carney (2006) - Arthur Chambers (2000) - Tom Cribb (1991) | - Dick Curtis (2007) - Dan Donnelly (2008) - Professor Mike Donovan (1998) - Paddy Duffy (2008) - Billy Edwards (2004) - James Figg (1992) - Joe Goss (2003) - Joe Coburn (2013) - John C. Heenan (2002) - Tom Hyer (2009) - John Jackson (1992) | - Tom Johnson (1995) - Paddington Tom Jones (2010) - Tom King (1992) - Nat Langham (1992) - Jem Mace (1990) - Daniel Mendoza (1990) - Tom Molineaux (1997) - John Morrissey (1996) - Henry Pearce (1993) - Jack Randall (2005) - Tom Allen (2014) | - Bill Richmond (1999) - Dutch Sam (1997) - Young Dutch Sam (2002) - Tom Sayers (1990) - Tom Spring (1992) - John L. Sullivan (1990) - Bendigo Thompson (1991) - John Gully (2011) - Jem Ward (1995) - Paddy Ryan (2020) |

*Entre parênteses, o ano da eleição.

## Não boxeadores
Há ainda duas categorias distintas que servem para premiar treinadores, árbitros, promotores, jornalistas, escritores, ou qualquer pessoa que tenha contribuído de forma significante para o mundo do boxe.
| - Thomas S. Andrews (1992) - Ray Arcel (1991) - Bob Arum (1999) - Jarvis Astaire (2006) - Giuseppe Ballarati (1999) - George Benton (2001) - Ignacio Beristain (2011) - A.F. Bettinson (2011) - Whitey Bimstein (2006) - Jack Blackburn (1992) - William A. Brady (1998) - Umberto Branchini (2004) - Teddy Brenner (1993) - Amilcar Brusa (2007) - Bill Cayton (2005) - John Graham Chambers (1990) - Don Chargin (2001) - Stanley Christodoulou (2004) - Gil Clancy (1993) - Irving Cohen (2002) - James W. Coffroth (1991) - Cuco Conde (2007) - Harold Lederman (2015) | - Joe Cortez (2011) - Cus D'Amato (1995) - Jeff Dickson (2000) - Arthur Donovan (1993) - Mickey Duff (1999) - Angelo Dundee (1994) - Chris Dundee (1994) - Don Dunphy (1993) - Lou Duva (1998) - Dan Duva (2003) - Kathy Duva (2020) - Aileen Eaton (2002) - Pierce Egan (1991) - Shelly Finkel (2010) - Nat Fleischer (1990) - Richard Kyle Fox (1997) - Dewey Fragetta (2003) - Don Fraser (2005) - Eddie Futch (1994) - Billy Gibson (2009) - Charley Goldman (1992) - Ruby Goldstein (1994) - Bob Goodman (2009) | - Murray Goodman (1999) - Bill Gore (2008) - Abe J. Greene (2009) - Larry Hazzard (2010) - Mills Lane (2013) - Akihiko Honda (2009) - Joe Humphreys (1997) - Sam Ichinose (2001) - Jimmy Jacobs (1993) - Mike Jacobs (1990) - James J. Johnston (1999) - Jack Kearns (1990) - Don King (1997) - Tito Lectoure (1997) - A.J. Liebling (1992) - Lorde Lonsdale (1996) - Harry Markson (1992) - Marquês de Queensberry (1990) - Arthur Mercante (1995) - Dan Morgan (2000) - William Muldoon (1996) - Gilbert Odd (1995) - Tom O'Rourke (1999) | - Mogens Palle (2008) - Dan Parker (1996) - George Parnassus (1991) - J Russell Peltz (2004) - Tex Rickard (1990) - Irving Rudd (1999) - Rodolfo Sabbatini (2006) - Lope Sarreal (2005) - Wilfried Sauerland (2010) - George Siler (1995) - Sam Silverman (2002) - Jack Solomons (1995) - Emanuel Steward (1997) - José Sulaimán (2007) - Sam Taub (1995) - Herman Taylor (1998) - Bruce Trampler (2010) - Lou Viscusi (2004) - Jimmy Walker (1992) - Frank Warren (2008) - Al Weill (2003) - Richard Steele (2014) - Steve Smoger (2015) |

| - Dave Anderson (2008) - Lester Bromberg (2001) - Jimmy Cannon (2002) - Harry Carpenter (2011) - Ralph Citro (2001) - Howard Cosell (2010) - Tad Dorgan (2007) - Whitney Esneault (2016) | - Jack Fiske (2003) - Paul Gallico (2009) - Bill Gallo (2001) - Reg Gutteridge (2002) - W.C. Heinz (2004) - Jersey Jones (2005) - Hank Kaplan (2006) - Johnny Addie (2018) | - Joe Koizumi (2008) - Hugh McIlvanney (2009) - Larry Merchant (2009) - Harry Mullan (2005) - Barney Nagler (2004) - LeRoy Neiman (2007) - Damon Runyon (2002) - Michael Buffer (2012) | - Al Bernstein (2012) - Budd Schulberg (2003) - Ed Schuyler (2010) - Sylvester Stallone (2011) - Bert Sugar (2005) - Stanley Weston (2006) - Lou DiBella (2020) |

*Entre parênteses, o ano da eleição.